# Старци-разбойници
Старци-разбойници (на руски: Старики-разбойники) е съветски филм, комедия от 1971 година. Режисьор на филма е Елдар Рязанов, а в едни от главните роли участват Юрий Никулин и Андрей Миронов. Световната му премиера е през 1973 година  Във филма се разказва за възрастен следовател, който не желае да се пенсионира и за да докаже, че трябва да го оставят на работа, той се решава на престъпление заедно със своя приятел.

## Сюжет
Те искат да пенсионират следователя Николай Мячиков (Юрий Никулин). Федяев (Георгий Бурков), шефът на Мячиков, мотивира това с факта, че той не е разкрил нито едно престъпление през последните два месеца, въпреки че всъщност причината е друга: "отгоре" е имало указание следователят да бъде освободен за главорез (Андрей Миронов). В същото време приятелят на Мячиков, инженер Валентин Петрович Воробьов (Евгений Евстигнеев), също ще се пенсионира. Въпреки това, на прощалната среща, развълнуван от изказванията на колегите си, Валентин Петрович, въпреки свързаните с възрастта проблеми със сърцето си, решава да остане на работа и я защитава енергично, което озадачава ръководството. За да предотврати уволнението на свой колега, Воробьов предлага организирането на „престъплението на века“. Мячиков ще го разобличи и началството няма да има друг избор, освен да го остави на работа... Почти всички улични сцени са заснети в Лвов.